# Янаока
Янаока (исп. Yanaoca, кечуа Yanawqa) — город в юго-восточной части Перу. Административный центр провинции Канас в регионе Куско. Кроме того, является центром одноимённого района. По данным переписи 2005 года население города составляет 2276 человек; данные 2010 года говорят о населении 2319 человек.